# Baetis tsushimensis
Baetis tsushimensis is een haft uit de familie Baetidae. De wetenschappelijke naam van de soort is voor het eerst geldig gepubliceerd in 1980 door Gose.
De soort komt voor in het Palearctisch gebied.